# Villaralto
Villaralto – gmina w Hiszpanii, w prowincji Kordoba, w Andaluzji, o powierzchni 24,07 km². W 2011 roku gmina liczyła 1282 mieszkańców.